# Юнъяха (приток Полуя)
Юнъяха (устар. Юн-Яха) — река в Приуральском районе Ямало-Ненецкого АО. Устье реки находится в 121 км по правому берегу реки Полуй. Длина реки составляет 20 км.

## Данные водного реестра
По данным государственного водного реестра России относится к Нижнеобскому бассейновому округу, водохозяйственный участок реки — Обь от впадения реки Северная Сосьва до города Салехард, речной подбассейн реки — бассейны притоков Оби ниже впадения Северной Сосьвы. Речной бассейн реки — (Нижняя) Обь от впадения Иртыша.